# Formula 1 Indoor Trophy 1995
Formula 1 Indoor Trophy 1995 je bila neprvenstvena dirka Formule 1, ki je potekala 7. in 8. decembra 1995 na dirkališču Bologna Motor Show. 

## Prijavljeni
| Dirkač               | Moštvo       |
| -------------------- | ------------ |
| Luca Badoer          | Minardi-Ford |
| Giancarlo Fisichella | Minardi-Ford |
| Giovanni Lavaggi     | Forti-Ford   |
| Pierluigi Martini    | Minardi-Ford |
| Andrea Montermini    | Forti-Ford   |
| Vittorio Zoboli      | Forti-Ford   |

## Rezultati

### Predtekmovanje
| Poz | Dirkač               | Moštvo       | Toč |
| --- | -------------------- | ------------ | --- |
| 1   | Giancarlo Fisichella | Minardi-Ford | 10  |
| 2   | Luca Badoer          | Minardi-Ford | 8   |
| 3   | Pierluigi Martini    | Minardi-Ford | 5   |
| 4   | Andrea Montermini    | Forti-Ford   | 4   |
| 5   | Giovanni Lavaggi     | Forti-Ford   | 3   |
| 6   | Vittorio Zoboli      | Forti-Ford   | 0   |

### Finale
|  | Polfinale            | Polfinale            | Polfinale            |   |             | Finale      | Finale | Finale |
|  |                      |                      |                      |   |             |             |        |        |
|  | Luca Badoer          | Luca Badoer          | 2                    |   |             |             |        |        |
|  | Andrea Montermini    | Andrea Montermini    | 0                    |   |             |             |        |        |
|  |                      |                      |                      |   | Luca Badoer | Luca Badoer | 2      |        |
|  |                      | Giancarlo Fisichella | Giancarlo Fisichella | 0 |             |             |        |        |
|  | Pierluigi Martini    | Pierluigi Martini    | 1                    |   |             |             |        |        |
|  | Giancarlo Fisichella | Giancarlo Fisichella | 2                    |   |             |             |        |        |